# Октябрьский (Октябрьский район, Волгоградская область)
Октя́брьский — рабочий посёлок в Волгоградской области России. Административный центр Октябрьского района. Образует городское поселение р. п. Октябрьский.

## География и климат
Расположен на пересечении реки Есауловский Аксай, железной дороги «Волгоград−Котельниково» и автодороги территориального значения «Волгоград—Котельниково» в 130 км от Волгограда. Староречье Есауловского Аксая во время половодья заполняется водой, перекрывается плотиной. Между старым и новым руслом реки образовался остров, который озеленен и является местом отдыха жителей поселка.
Климат
| Показатель                                                                 | Янв. | Фев. | Март | Апр. | Май  | Июнь | Июль | Авг. | Сен. | Окт. | Нояб. | Дек. | Год  |
| -------------------------------------------------------------------------- | ---- | ---- | ---- | ---- | ---- | ---- | ---- | ---- | ---- | ---- | ----- | ---- | ---- |
| Средний суточный максимум, °C                                              | −3,4 | −3   | 2,4  | 14,7 | 22,9 | 27,6 | 30,2 | 28,8 | 22,0 | 13,2 | 4,5   | −0,5 | 13,3 |
| Средняя температура, °C                                                    | −6,4 | −6,4 | −1,1 | 9,5  | 17,1 | 21,7 | 24,3 | 22,9 | 16,5 | 8,8  | 1,6   | −3,1 | 8,8  |
| Средний суточный минимум, °C                                               | −9,4 | −9,7 | −4,6 | 4,4  | 11,3 | 15,9 | 18,4 | 17,1 | 11,0 | 4,5  | −1,3  | −5,6 | 4,3  |
| Норма осадков, мм                                                          | 32   | 24   | 24   | 25   | 35   | 39   | 36   | 32   | 26   | 23   | 35    | 38   | 369  |
| Источник: http://fr.climate-data.org/location/34338/ CLIMAT: OKTYABR'SKIY] |      |      |      |      |      |      |      |      |      |      |       |      |      |

## История
Образовался в 1897 году как станция Жутово на железнодорожной ветке Царицын – Тихорецкая. На основании Указа Президиума Верховного Совета РСФСР от 2 октября 1947 года и решения Сталинградского облисполкома от 28 января 1947 года хутор Кругляков стал центром Ворошиловского района. В 1950 году в ходе строительства Волго-Донского канала и Цимлянского водохранилища затопляются некоторые села и хутора Верхне-Курмоярского района, по левому берегу реки Дон, население затопляемых территорий частично переселяется в поселок. Указом Президиума Верховного Совета РСФСР от 29 ноября 1957 года посёлок Кругляков был переименован в посёлок Октябрьский, а Ворошиловский район — в Октябрьский. Статус посёлка городского типа — с 1959 года.

## Население
| 1959  | 2002  | 2009  | 2010  | 2012  | 2013  | 2014  |
| ----- | ----- | ----- | ----- | ----- | ----- | ----- |
| 5397  | ↗6863 | ↘5990 | ↗6157 | ↘6117 | ↘6093 | ↘6040 |
| 2015  | 2016  | 2017  | 2018  | 2019  | 2020  | 2021  |
| ↘5950 | ↘5900 | ↘5854 | ↘5776 | ↘5661 | ↘5522 | ↗6071 |

## Местное самоуправление
Структуру органов местного самоуправления городского поселения р.п. Октябрьский составляют:
- Совет депутатов городского поселения р.п. Октябрьский;
- глава городского поселения р.п. Октябрьский;
- администрация городского поселения р.п. Октябрьский;
- контрольно-счётная комиссия городского поселения р.п. Октябрьский.

Глава городского поселения р.п.Октябрьский — Стариков Андрей Сергеевич.

## Инфраструктура
В поселке действуют две средние школы № 1 и № 2, три детских сада, детско-юношеский центр, детская музыкальная школа, Приход храма Игнатия Брянчанинова, Центральная районная больница, магазины, рынок, молокозавод, элеватор, строительные организации. Многие жилые и административные здания  подключены  к системе центрального водо-, газо- и теплоснабжения. На территории поселка проложено более 40 км дорог с твердым покрытием, 38 км водопроводных сетей, протяженность внутрипоселкового газопровода составляет  64,6 км, тепловых сетей 18 км. На территории поселка на Зеленом острове находится Физкультурно-оздоровительный комплекс со стадионом и футбольным полем.

## Транспорт
В посёлке расположен автовокзал, обеспечивающий автобусное сообщение с областным центром и населёнными пунктами района (закрыт с конца 2012 г. в связи с банкротством управляющей компании в г. Волгоград. Автобусное сообщение осуществляется частными перевозчиками), также имеется внутрипоселковый автобусный маршрут. Железнодорожная станция Жутово — грузовая станция 3 класса, клиентами которой являются предприятия Октябрьского и Котельниковского районов Волгоградской области. Здесь осуществляется погрузка и выгрузка зерна, нефти и нефтепродуктов, сельскохозяйственной техники. Через станцию Жутово курсируют более 60 грузовых и пассажирских поездов дальнего и пригородного сообщения.

## Русская православная церковь
- Часовня, установленная в 2004 году в центральном парке, в честь погибших в 1942 году на территории района курсантов Орджоникидзевского военного училища.
- Часовня, установленная в 2007 году в центральном парке, в память казаков и жителей района.

## Достопримечательности
- Здание железнодорожного вокзала "Жутово", на котором установлены мемориальные доски, посвященные событиям Гражданской и Великой Отечественной войн.
- Памятный знак на привокзальной площади "100 лет п.Октябрьский".
- Мемориал, в центральном парке, в память жителей района погибших в период Великой Отечественной войны.
- 7 ноября 2014 года, в центральном парке р.п. Октябрьский, открыт бюст Маргелова, Василия Филипповича, участника боев происходивших в декабре 1942 года на территории района, в ходе попытки немецко-фашистских войск деблокировать окруженную в Сталинграде группировку.
- 18 октября 2019 года, в центральном парке р.п. Октябрьский, открыта памятная стела, посвященная воинам, проходившим службу в Группе советских войск в Германии.